# (2520) Novorossijsk
(2520) Novorossijsk ist ein Asteroid des Hauptgürtels, der am 26. August 1976 vom russischen Astronomen Nikolai Stepanowitsch Tschernych am Krim-Observatorium in Nautschnyj (IAU-Code 095) entdeckt wurde.
Der Asteroid wurde nach der in der Region Krasnodar gelegenen Hafenstadt Noworossijsk benannt.